# Personaggi di Red Dead Redemption II
L’elenco dei personaggi presenti all’interno di Red Dead Redemption II. 

## Protagonisti

### Arthur Morgan
Arthur Morgan è il protagonista e il primo personaggio giocabile di Red Dead Redemption II. Nato nel 1863, di origini gallesi, si unisce alla banda di Van der Linde a 14 anni e, dopo aver perso i propri genitori, diventa come un figlio per Dutch. Con il passare degli anni, Arthur, insieme a Hosea Matthews, diventa il più fidato socio di Dutch, appoggiandolo in ogni sua decisione. Durante gli eventi del gioco, Arthur aiuta la banda a sopravvivere a una fitta tormenta e a traslocare prima a Horseshoe Overlook e poi a Clemens Point. In quest'ultimo luogo rimane coinvolto nella lotta fra due famiglie rivali, che condurrà alla morte di un membro della banda.
Ulteriori vicissitudini portano la banda a Saint Denis: lì una rapina fallita obbliga alcuni membri a fuggire a bordo di una nave. Una tempesta, però, li fa naufragare sull'isola di Guarma, dove combattono insieme ai rivoluzionari in cambio di una nave per ritornare negli Stati Uniti. La banda si riunisce e fa evadere John dal penitenziario statale di Sisika. Ad Arthur viene diagnosticata la tubercolosi e, scioccato dalla scoperta di essere in fin di vita, dedica i suoi ultimi momenti a proteggere la banda. Quando Dutch ignora la sua richiesta di mettere in salvo Abigail, sarà lui stesso a liberarla scoprendo che Micah Bell ha tradito la banda. Scoperto il tradimento, Arthur informa Dutch, ma quest'ultimo non gli crede e si schiera contro di lui. John e Arthur fuggono via, e l'ultimo dà l'addio a John e gli intima di ritornare alla sua famiglia, donandogli il suo cappello e la sua bisaccia. Arthur viene colto di sorpresa da Micah e i due lottano finché non vengono interrotti da Dutch. Colpito dalle ultime parole di Arthur, quest'ultimo sceglie di andarsene senza dire una parola. A questo punto, Arthur muore soccombendo alla malattia in pace o venendo ucciso da Micah, a seconda dell'onore. Il personaggio di Arthur Morgan è considerato uno dei migliori personaggi mai creati nella storia dei videogiochi. È doppiato da Roger Clark.

### John Marston
John Marston è il deuteragonista e secondo personaggio giocabile di Red Dead Redemption II. Di origini scozzesi, dopo essere stato quasi linciato in seguito durante un furto all'età di 12 anni, venne salvato da Dutch Van der Linde, il quale lo prese sotto la propria ala protettiva e lo crebbe. Quando Abigail Roberts si unì alla banda, lei e John si innamorarono ed ebbero un figlio, Jack. Durante gli eventi del gioco, viene salvato da Arthur Morgan e Javier Escuella dopo essere stato attaccato da un branco di lupi. Dopo essersi ripreso, aiuta la banda con varie operazioni, organizzando anche la rapina ad un treno. In seguito al naufragio di una rapina in banca, John viene arrestato e incarcerato nel penitenziario statale di Sisika. Arthur e Sadie quindi lo salvano, disobbedendo agli ordini di Dutch; volendo proteggere John e la sua famiglia, Arthur gli intima di abbandonare la banda al momento più opportuno (pronunciando inoltre la celebre frase "Quando sarà il momento, devi andare e non voltarti più indietro."). Viene lasciato a morire da Dutch durante la rapina a un treno, ma sopravvive e ritorna all'accampamento durante il confronto fra Arthur e Micah. Quando i Pinkerton attaccano, riesce a mettersi in salvo e a riunirsi alla sua famiglia, rendendo così onore al sacrificio di Arthur.
Otto anni dopo, nel 1907, John ha trovato un lavoro onesto per sé e per la sua famiglia, venendo però lasciato da Abigail e Jack dopo aver attaccato una banda di fuorilegge che minacciava di distruggere il ranch dei suoi datori di lavoro. Si rimbocca quindi le maniche per convincerla a tornare da lui chiedendo un prestito alla banca ed acquistando del terreno a Beecher's Hope. Lì, costruisce un ranch con l'aiuto di Zio e Charles Smith, mentre Sadie gli fornisce dell'impiego come cacciatore di taglie per estinguere il debito con la banca. Dopo il ritorno di Abigail, John le chiede di sposarlo ufficialmente, con lei che accetta. Insieme a Sadie e Charles, infine, attacca la banda di Micah per vendicarsi, trovando però anche Dutch. Dopo uno stallo alla messicana, Dutch spara a Micah, permettendo a John di finirlo per poi andarsene. John ed Abigail si sposano quindi ufficialmente al ranch. Durante gli eventi di Red Dead Redemption, nel 1911, John sarà costretto a dare la caccia a Bill, Javier e Dutch, venendo poi tradito ed ucciso dal governo. Doppiato da Rob Wiethoff.

## Banda di Van der Linde

### Dutch Van der Linde
Dutch Van der Linde è il leader della banda. Di origini olandesi come dice il suo nome, il suo principale obiettivo è combattere contro la società che ritiene corrotta, credendo che abbastanza violenza sarà necessaria per fermare l'avanzare della modernità. Agli albori della banda, Dutch prese sotto la sua ala protettiva orfani e ragazzi di strada, insegnando loro a leggere e insegnando loro l'importanza del pensare con la propria testa, portandoli a comprendere la sua filosofia. Poco prima degli eventi del gioco, Dutch uccide una donna innocente durante una rapina a un traghetto organizzata da Micah Bell e finita male, obbligando la banda a fuggire nel cuore di una tempesta. Insieme ai compagni, organizza una rapina a un treno posseduto dal ricco magnate petrolifero Leviticus Cornwall. Con l'arrivo del disgelo, la banda si sposta a Horseshoe Overlook, ma è obbligata a trasferirsi nuovamente a Clemens Point quando i mercenari di Cornwall la attaccano nella città di Valentine. A Rhodes, nei pressi di Clemens Point, Dutch stringe amicizia con Leigh Gray, sceriffo della città, e si fa nominare suo vice. Nel frattempo, la banda inizia a lavorare anche per la famiglia dei Braithwaite, rivali dei Gray. Le due famiglie scoprono però molto presto del doppio gioco e i Braithwaite rapiscono Jack Marston. Furioso, Dutch lancia un attacco alla villa della famiglia, massacrandone senza pietà tutti i componenti e dando alle fiamme l'edificio. La banda si sposta quindi a Shady Belle e riesce a recuperare Jack dal mafioso e uomo d'affari italiano Angelo Bronte, il quale dà a Dutch una soffiata che si rivela però essere una trappola. Dutch uccide quindi Bronte per vendetta.
Dopo una rapina alla banca della città di Saint Denis finita male, Dutch e diversi altri membri della banda naufragano sull'isola di Guarma, nei pressi di Cuba. Dutch stringe amicizia con i leader della rivoluzione Hercule Fontaine e Sundance Bill Roberts, aiutandoli nella loro lotta in cambio di una barca per ritornare negli Stati Uniti. Riunitosi alla banda, Dutch inizia a diventare paranoico, rifiutandosi di far evadere John Marston dal penitenziario statale di Sisika poiché crede abbia tradito la banda; quando poi Arthur Morgan e Sadie Adler lo salvano, si infuria. In seguito, uccide Cornwall, partecipa all'impiccagione del leader della banda rivale Colm O'Driscoll e aiuta un gruppo di nativi americani a combattere l'esercito per distrarre il governo. Dopo che molti membri della banda iniziano ad andarsene, Dutch organizza un'ultima rapina a un treno contenente delle paghe dell'esercito, durante la quale lascia però John a morire e permette ad Abigail di venire arrestata sotto consiglio di Micah. Viene più tardi affrontato da Arthur, il quale accusa Micah di aver tradito la banda, schierandosi però contro lui e John. In seguito, interrompe lo scontro fra Arthur e Micah e sceglie di andarsene senza dire una parola, marcando la fine della banda. Nel 1907, si incontra con Micah poco prima che questi venga attaccato da John e Sadie. Nello stallo alla messicana che ne segue, Dutch spara a Micah, permettendo a John di finirlo per poi andarsene. Nel 1911, durante gli eventi di Red Dead Redemption, viene rintracciato da John e sceglie di suicidarsi gettandosi da una montagna. Doppiato da Benjamin Byron Davis.

### Hosea Matthews
Hosea Matthews (1-4) è il co-fondatore e secondo in comando della banda. Incontrò Dutch 20 anni prima degli eventi del gioco, quando i due tentarono di derubarsi a vicenda sulla strada per Chicago, finendo poi per diventare grandi amici e fondare insieme una banda. Quando gli ideali della gang passarono da aiutare gli altri a cercare di sopravvivere in modi violenti, Hosea iniziò a perdere la fiducia nel gruppo, pur rimanendogli leale. Durante gli eventi del gioco, nel 1899, Hosea è il membro più anziano della banda, disapprovando spesso i metodi di Dutch e cercando di convincerlo a rapinare e fare soldi in modo pacifico, senza attirare troppa attenzione. Durante il terzo capitolo, cerca di patteggiare con Catherine Braithwaite nel tentativo di ingannarla ed è anche presente quando la banda assalta la sua villa per salvare Jack. Durante la festa a casa del sindaco di Saint Denis, nel quarto capitolo, Hosea trova due piste promettenti, tra le quali la rapina alla banca della città, convincendo Dutch a metterla in atto. Durante quest'ultima, tuttavia, dopo essere riuscito a distrarre con successo le forze dell'ordine, viene catturato ed ucciso platealmente davanti agli occhi della banda dall'Agente Milton. La sua morte sarà uno degli eventi principali che spingeranno Dutch alla pazzia. Durante gli eventi del gioco, Hosea ha 55 anni, ma ha un aspetto fisico molto esile, oltre ad avere evidenti problemi respiratori, probabilmente a causa di un cancro ai polmoni che l’avrebbe comunque portato alla morte da lì a poco. È doppiato da Curzon Dobell.

### Charles Smith
Charles Smith (Capitoli 1-7) è un'aggiunta recente alla banda. Nato da un padre Afro-Americano e da una madre Nativa Americana, Charles ebbe molte difficoltà a trovare la propria "reale natura". Uomo silenzioso e riservato, è molto abile nel tracciare e nel cacciare gli animali, per i quali nutre anche rispetto, vedendoli come creature libere e come fonte di sostentamento, uccidendoli solo quando necessario ed infuriandosi quando vede qualcuno farlo per divertimento. Si unì alla banda sei mesi prima degli eventi del gioco, rispecchiandosi nei suoi ideali. Charles è stato presente in numerosi eventi importanti, tra i quali la rapina al treno di Cornwall, il salvataggio di Sean MacGuire e la rapina orchestrata da John al treno vicino a Valentine. Si separa dalla banda durante la rapina a Saint Denis, facendosi inseguire da alcuni Pinkerton per permettere ai suoi compagni di salire a bordo della nave che li avrebbe poi portati nei Caraibi (e di conseguenza, non si ritrova mai a Guarma). Durante l'assenza di Dutch, lui e Sadie riescono a riunire e far trasferire la banda a Lakay. Dopo il ritorno di Dutch, Arthur, Bill, Micah e Javier, decide di unirsi ad Arthur, aiutando così i Nativi Americani nel loro scontro con l'esercito, decidendo alla fine di lasciare la banda per rimanere alla riserva. Otto anni dopo, nel 1907, Charles è diventato un lottatore di Saint Denis (conosciuto con l'alias di "Lupo Solitario"). Abbandona la città per aiutare John a costruire il suo ranch a Beecher's Hope e, successivamente, accompagna lui e Sadie ad uccidere Micah. Prende parte al matrimonio tra John ed Abigail e, in seguito, abbandona gli Stati Uniti per raggiungere il Canada e di lui non si saprà più nulla. È doppiato da Noshir Dalal, il quale ha rivelato di essersi rispecchiato molto nel personaggio (essendo lui stesso per metà Giapponese e per metà Indiano).

### Sadie Adler
Sadie Adler (1-7) è il membro più recente della banda, è stata salvata dalla banda di Dutch durante le prime fasi di gioco. Era sposata, e viveva con suo marito Jake Adler in un ranch nelle Grizzlies, vicino al villaggio di Colter, fino a quando la banda degli O'Driscoll non ha assaltato la sua casa, e ucciso suo marito. Non avendo più nessuno, Dutch l'ha accolta, desiderando solo che si rimettesse in sesto. Con l'avanzare della trama, Sadie diviene parte integrante della banda, passando dall'essere solitaria e silenziosa, al divenire prima attiva all'accampamento della banda, e poi durante alcuni scontri, sfoggiando spiccate capacità di combattimento, e una forza d'animo e violenza temibili, tanto da riuscire, con Arthur, a sbaragliare un intero accampamento di nemici senza difficoltà. Come affermato da lei stessa, non è la classica donna indifesa che lascia fare tutto agli uomini, infatti lei e suo marito si dividevano i compiti in casa svolgendo tutti i lavori; inoltre, non ha paura di uccidere per difesa ed odia svolgere lavori da donna, ritenendoli umilianti. Questo aspetto lo si nota soprattutto all'inizio della storia, quando le viene dato il compito di aiutare Pearson come cuoca ed ella ci litigava continuamente, rifiutandosi di sbucciare le patate, lavoro considerato umiliante. È una dei pochi membri della banda che rimarrà fedele ad Arthur: infatti, nella missione "Red Dead Redemption", è proprio lei a convincere Arthur a disobbedire a Dutch e andare a salvare Abigail, prigioniera dell'agente Milton. Durante l'epilogo, John la rincontrerà a Valentine e apprenderà che è diventata una spietata cacciatrice di taglie; alla fine dell'epilogo rintraccerà Micah sulle montagne ed insieme a John e Charles andrà a cercarlo per ucciderlo. Dopo l'epilogo, partirà per il Sud America per proseguire il lavoro di cacciatrice di taglie e di lei non si saprà più nulla. È doppiata da Alex McKenna.

### Abigail Roberts
Abigail Roberts (1-7) è la moglie di John Marston. Apparsa per la prima volta in Red Dead Redemption. Abigail dimostra di essere una donna forte, materna e protettiva. A differenza di altre donne ella non ci pensa due volte a rispondere a tono o se serve ad alzare le mani per difendersi. Infatti John la definisce una vera donna in un mondo di uomini. Spesso litiga con John anche per cose futili, ma nonostante ciò i due si amano molto. Ella infatti litiga spesso col marito per la sua vita da delinquente dicendogli spesso che lei non vuole rimanere vedova giovane. Vuole molto bene al figlio Jack dicendo infatti che per lei è un nuovo inizio della sua vita essendo stata una prostituta in passato. Rimase orfana fin da bambina e con gli anni divenne una prostituta. Entrò nella banda nel 1894 grazie a Zio ed andò a letto con molti membri della banda anche più volte. S'innamorò di John e si sposarono. Non si vergogna della vita che ha fatto tuttavia ha intenzione di non rifarlo mai più. È doppiata da Cali Elizabeth Moore.

### Zio
Zio (1-7), il cui vero nome è sconosciuto, è uno dei membri più anziani della banda. Apparso per la prima volta in Red Dead Redemption. Il suo vero nome è sconosciuto e tutti gli hanno dato il soprannome di "Zio" sebbene non abbia nessuna parentela con nessuno della banda. È un vecchio ubriacone che passa gran parte del tempo a bere e a dormire. Essendo un alcolizzato è perennemente ubriaco, sporco e puzza talmente tanto che i membri della banda lo prendono in giro dicendo che il suo odore è più nauseante dello sterco di un cavallo. Molti della banda lo definisco inutile perché aiuta ben poco la banda tuttavia in quelle poche situazioni in cui viene chiamato in causa ha dimostrato di essere utile e di aver dato il suo contributo. Da giovane ha svolto diversi furti e rapine per poi unirsi alla banda. Fu lui a presentare Abigail alla banda e a farla entrare. Sebbene lui sappia di essere un ubriacone, vuole il rispetto degli altri e molte volte tira fuori la scusa che è vecchio, che ha mal di schiena e quindi può fare quello che vuole. John decide di farlo venire nella sua tenuta per aiutarlo nel ranch, ma anche lì passa il tempo a bighellonare e litiga spesso con John e Abigail. È doppiato da James McBride e John O'Creagh.

### Jack Marston
Jack Marston (1-7) è il figlio di John Marston ed Abigail Roberts. Jack nacque all'interno della banda, la quale fece tutto il possibile per proteggerlo. Desidera passare più tempo con suo padre e vorrebbe avere altri bambini con i quali giocare all'interno dell'accampamento. Durante gli eventi del gioco, Jack viene rapito dalla famiglia Braithwaite e portato da Angelo Bronte, il quale lo tratta bene e lo restituisce alla banda quando affrontato. Negli anni seguenti alla dissoluzione della banda, Jack e la sua famiglia si spostano continuamente all'interno del paese. Nel 1907, ritornano nel West Elizabeth ed alloggiano momentaneamente al Pronghorn Ranch, fino a quando lui e sua madre non abbandonano John. Ritornano da lui dopo che questi ha comprato un ranch a Beecher's Hope e portano con sé un cane di nome Rufus. Quattro anni dopo, durante gli eventi di Red Dead Redemption, Abigail e Jack vengono rapiti, obbligando John a dare la caccia ai suoi vecchi compagni di banda, liberandoli quando questi porta a termine il lavoro. Dopo che John viene ucciso dal Bureau of Investigation nel 1911 ed Abigail muore nel 1914, Jack uccide il direttore del Bureau e responsabile della morte di suo padre Edgar Ross.
Mashable ha descritto Jack come "la rappresentazione dell'innocenza in contrasto alla crudeltà dell'ambiente che lo circonda", facendo notare come il personaggio diventi più maturo nell'Epilogo. È doppiato da Marissa Buccianti (da bambino) e da Ted Sutherland (da adolescente).

### Bill Williamson
Bill Williamson (1-6) è l'enforcer della banda di Van der Linde. Nato come Marion Williamson, Bill cambiò il proprio nome poiché lo riteneva imbarazzante. Venne congedato con disonore dall'esercito americano nel 1892 per tentato omicidio e devianza, il che lo portò ad una vita di violenza ed alcolismo. Si unì alla banda dopo essere stato salvato da Dutch circa sei anni prima degli eventi del gioco. Bill viene spesso preso in giro dal resto della banda per la sua irascibilità e per il suo poco acume, ma rimane sempre leale al gruppo e rimarrà dalla parte di Dutch anche quando quest’ultimo comincerà ad impazzire. Assiste la banda in numerose operazioni, coordinando persino una rapina alla banca di Valentine insieme a Karen Jones. Bill accompagna spesso i membri più importanti della gang in numerose occasioni, come la festa a casa del sindaco di Saint Denis, l'attacco alla villa di Angelo Bronte e la fallita rapina alla banca di Saint Denis, dopo la quale si ritroverà naufragato a Guarma. Dopo essere ritornato, Bill continua ad assistere la banda nelle sue rapine e, durante la resa dei conti finale tra Micah ed Arthur, deciderà di schierarsi con il primo, fuggendo poi subito dopo senza inseguire Arthur. Dodici anni dopo, durante gli eventi di Red Dead Redemption nel 1911, Bill viene ucciso da John Marston. È doppiato da Steven J. Palmer.

### Javier Escuella
Javier Escuella (1-6) è uno dei membri più importanti della banda, sebbene vi si sia unito solo nel 1895. Appare per la prima volta in Red Dead Redemption come uno degli antagonisti principali; è in Messico a Nuevo Paradiso e - stando al governatore Allende - suo padre era un ubriacone. Da ragazzo vide suo padre, suo zio e i suoi fratelli dati in pasto ai maiali perché avevano chiesto un salario più equo. Da allora divenne un cacciatore di taglie e rivoluzionario. Temendo che le sue azioni avrebbero dato problemi ai suoi cari, fuggì in America dove cominciò a vivere in povertà, essendo uno straniero e non conoscendo l'inglese. Venne poi salvato da Dutch, che - impietosito dalle sue condizioni di vita - lo accolse nella banda e gli insegnò l'inglese, dandogli uno scopo di vita e una famiglia. Per tale gesto di generosità egli è molto fedele a Dutch, anche quando questi comincia a impazzire. È molto legato a tutti i membri della banda, è gentile e socievole; spesso suona la chitarra, cantando canzoni del suo paese. Ironia della sorte, quando la banda si scioglie egli ritorna in Messico e si mette al lavoro al servizio dei patrioti, come sicario contro i rivoluzionari. Nonostante lo scioglimento della banda, rimane in contatto con Bill, a cui dà asilo quando costui è braccato da John. In Red Dead Redemption, quando si trova faccia a faccia con John, per un momento esita e sembra voler evitare lo scontro col vecchio compagno di banda, dato il buon rapporto che tutto sommato vi era tra i due. È doppiato da Gabriel Sloyer.

### Josiah Trelawny
Josiah Trelawny (2-6) è un truffatore, prestigiatore e imbroglione che cerca sempre di coprire le azioni della banda di Dutch affinché possano nascondersi. È un inglese emigrato in America in cerca di fortuna cominciando a truffare la gente. Si presenta sempre come un uomo ben curato, con una buona dialettica e una buona cultura e grazie a queste sue doti riesce spesso a truffare la gente e a scoprire informazioni utili per la banda. Tuttavia si caccia molto spesso nei guai al punto che rischia molte volte di essere ucciso, ma per sua fortuna viene sempre salvato dalla banda di Dutch. Come affermato da Arthur, ormai ha perso il conto delle volte che lo hanno salvato dai guai. Non sosta quasi mai nell'accampamento della banda e viaggia spesso per portare informazioni a Dutch su possibili rapine e se vengono braccati da uomini di legge o cacciatori di taglie. Nonostante il suo lavoro da criminale è riuscito a formare una famiglia nella città di Saint Denis anche se li vede molto poco, ma come affermato da lui stesso si fa sempre perdonare con cene e regali. Verso la metà del sesto capitolo, abbandona la banda a causa della situazione sempre meno rosea. Nell'Epilogo si scopre che si è stabilito con la sua famiglia a Saint-Denis.
È doppiato da Stephen Gevedon.

### Lenny Summers
Lenny Summers, il cui vero nome è Leonard (1-4) è il più giovane membro della banda, avendo solamente 19 anni. È beneducato, avendo ricevuto un'educazione scolastica da bambino. Quando aveva 15 anni, suo padre venne ucciso mentre tornava a casa, spingendo Lenny a rubare la sua pistola e uccidere così i suoi assassini. Dopo aver passato tre anni in fuga, si unì alla gang. Lavora sempre duro ed è sempre pronto a fare la sua parte per aiutare la banda e dimostrare il suo valore, come dimostrato durante il primo capitolo del gioco, dove gioca un ruolo fondamentale insieme ad Arthur nella rapina al treno di Leviticus Cornwall. La sua devozione viene spesso elogiata dai membri più anziani della banda, in particolare Arthur e Dutch. Formerà un forte legame con Arthur, soprattutto quando i due si ubriacheranno insieme a Valentine. A Rhodes, nel terzo capitolo, Lenny ed Arthur ruberanno un carico di fucili a una banda di ex-confederati conosciuta come la Banda del Lemoyne. Successivamente, Lenny partecipa anche alla rapina alla banca di Valentine, a quella alla stazione dei tram di Saint Denis ed anche all'imboscata alla villa di Angelo Bronte. Durante la rapina alla banca di Saint Denis, viene ucciso da due Pinkerton mentre guidava la fuga della banda sui tetti. È doppiato da Harron Atkins.

### Sean Macguire
Sean Macguire (1-3) è un immigrato irlandese che in un momento imprecisato della sua vita entra a far parte della banda di Dutch. Da classico irlandese, possiede dei capelli rossicci. È un ragazzo molto allegro, solare, ubriacone, donnaiolo e logorroico, infatti raramente non parla. Ama raccontare storie della banda attorno al fuoco dell'accampamento. È un ragazzo burlone e a causa di questa sua personalità logorroica è poco sopportato dagli altri, tuttavia è molto legato alla banda, i cui membri non tirano indietro allorché capita l'occasione di andare a salvarlo. Rispetta molto Arthur e per un motivo sconosciuto pensa che sia inglese, inoltre scherzosamente lo chiama "King Arthur". È uno dei pochi membri della banda ad essere analfabeta. Ha una pseudo-relazione con Karen Jones (lei sosterrà spesso che lui sia innamorato di lei solo da ubriaco.) Morirà alla fine del terzo capitolo, ucciso dallo sceriffo Gray nella cittadina di Rhodes. Il personaggio appare anche in Red Dead Online dove affida al protagonista diverse missioni. È doppiato da Michael Mellamphy.

### Mary-Beth Gaskill
Mary-Beth Gaskill (1-7) è una ragazza orfana e sola al mondo, presa sotto l'ala protettiva della banda di Dutch. È un'abile ladra, socievole e gentile: infatti è una delle poche della banda che non commette omicidi. È sempre gentile con tutti i membri della banda, che considera come una famiglia. È affascinata dall'amore, nonostante non abbia ancora incontrato l'anima gemella; legge molto e per questo viene rimproverata spesso da Miss Grimshaw, secondo la quale dovrebbe dedicare più tempo ai lavori manuali. Sogna di diventare scrittrice: per questo desidera una penna stilografica per cominciare a scrivere, penna che Arthur provvederà a procurarle. Stringe un buon rapporto di amicizia con Arthur e spesso ne ascolta le confidenze e lo aiuta a sfogarsi delle sue preoccupazioni e dei suoi turbamenti; dall'altra parte, lui la incoraggia a perseguire il suo sogno e a non mollare. Nel sesto capitolo lascia la banda - insieme a Karen, Tilly, Pearson, Zio e al Reverendo Swanson - perché questa comincia a cadere a pezzi e la leadership di Dutch comincia a vacillare assieme alla sua sanità mentale. Dopo l'epilogo è possibile rincontrarla alla stazione di Valentine e si apprende che è riuscita a coronare il suo sogno, diventando una scrittrice sotto lo pseudonimo di Leslie Dupont. È doppiata da Samantha Strelitz.

### Karen Jones
Karen Jones (1-6) è una degli ultimi membri della banda. Donna molto attraente con un fisico molto provocante, infatti si veste spesso con vestiti scollati. È una donna che ama molto la vita da fuorilegge perché così può vivere come vuole. È un'alcolista e nel progredire della trama il suo problema di alcolismo peggiora sempre di più e la si vede spesso ubriaca nell'accampamento. Aiuta spesso ad avere soldi per la banda facendo furti e rapine risultando un'abile truffatrice e attrice. Non ha paura ad uccidere o ad impugnare un'arma infatti è una delle poche donne che viene messa di guardia all'accampamento. Sembra avere un rapporto particolare con Sean perché i due si vedono spesso fare sesso durante le feste, quindi si può presupporre che i due siano solamente amici di sesso. Dopo la morte di Sean, Karen sprofonderà sempre di più nell'alcol. Nel sesto capitolo lascia la banda insieme a Mary-Beth, Tilly, Pearson, Zio e al Reverendo Swanson perché la banda comincia a cadere a pezzi e la sanità mentale di Dutch non è più stabile. Morirà per coma etilico come scriverà Tilly a John nell'Epilogo. È doppiata da Jo Armeniox.

### Tilly Jackson
Tilly Jackson (1-7) è una dei membri più giovani della banda. Cominciò una vita da fuorilegge all'età di dodici anni. In un momento imprecisato si unì alla banda di Dutch dopo essere stata a lungo tenuta in ostaggio dalla gang afroamericana dei Foreman. È una ragazza dolce, gentile e ben accolta da tutti i membri della banda. Vivendo fin da giovane come una fuorilegge sa adattarsi alla vita e non ci pensa due volte a dire quello che pensa e a dire la sua opinione in molti argomenti, inoltre sa gestire i modi freddi e selvaggi dei fuorilegge. È molto legata a tutti i componenti della banda e cerca sempre di rendersi utile. Nel sesto capitolo lascia la banda insieme a Karen, Mary-Beth, Pearson, Zio e al Reverendo Swanson perché la banda comincia a cadere a pezzi e la sanità mentale di Dutch non è più stabile. Salverà Jack dagli agenti governativi rimanendo con lui fino a quando Arthur e Sadie torneranno con Abigail. Alla fine dell'epilogo è possibile rincontrarla a Saint Denis, dove scopriremo che si è sposata con un avvocato ed è incinta, lasciandosi la vita da fuorilegge alle spalle. È doppiata da Meeya Davis.

### Leopold Strauss
Leopold Strauss (1-6) è uno dei membri più anziani nonché contabile della banda. È un immigrato austriaco, un uomo anziano ben curato che si occupa con molta attenzione dei fondi della banda. Come ogni ragioniere possiede un libro contabile sulle spese della banda e oltre a svolgere tale funzione fa anche lavori di strozzino prestando soldi a sconosciuti per poi inviare Arthur a incassare i debiti se per caso le persone a cui ha concesso il prestito non pagano. È cresciuto a Vienna, nell'Impero austro-ungarico, soffrendo di problemi di salute durante la sua infanzia. Uomo molto serio, scrupoloso e privo di emozioni, infatti non gli importa niente dei suoi debitori e dice ad Arthur di fare tutto quello che vuole per riscattare i debiti. Nel corso del sesto capitolo, come al solito, chiederà ad Arthur di riscuotere dei debiti; Arthur va a cercare queste persone, ma dopo aver visto le condizioni pietose in cui avrebbero potuto trovarsi se avessero riscosso i debiti, Arthur, se il giocatore lo vorrà, annullerà i debiti e, tornato all'accampamento, liquida prontamente Strauss e lo scaccerà definitivamente. Durante l'epilogo scopriremo, grazie a Charles, che è morto in prigione dopo essere stato arrestato: viene affermato che, nonostante i duri interrogatori e promesse di clemenze, non abbia mai fatto i nomi degli appartenenti alla banda, portandosi tutti i segreti con sè. È doppiato da Howard Pinhasik.

### Kieran Duffy
Kieran Duffy (1-4) Di origini irlandesi, è uno stalliere. Un tempo membro di basso rilievo della banda di O'Driscoll, Kieran viene catturato da Arthur e successivamente obbligato da Dutch a tradire i suoi vecchi compagni, rivelando la posizione di uno dei loro nascondigli. Presto, diventa un membro della banda di Van der Linde a tutto tondo, sebbene alcuni suoi nuovi compagni non lo accettino mai pienamente. Dopo aver passato del tempo con la banda di Dutch, Kieran viene catturato e torturato dagli O'Driscoll, i quali lo obbligano a rivelare la posizione dei suoi nuovi compagni, per poi decapitarlo e cavargli gli occhi, spedendo un cavallo con a bordo il suo cadavere nell'accampamento della banda di Van der Linde. È doppiato da Pico Alexander.

### Reverendo Swanson
Reverendo Orville Swanson (1-6) è un reverendo e ufficiosamente guida spirituale della banda. Caduto in disgrazia per via della dipendenza dalla morfina e dall'alcool, successivamente si riprenderà, abbandonerà le sue dipendenze e fuggirà dalla banda anche a causa della situazione drammatica di quest'ultima. Qualche anno dopo arriverà addirittura a capo della Chiesa Congregazionale di New York, raccontando dei suoi periodi bui, di come si è rialzato e abbia trovato la pace interiore, lanciando a sua volta messaggi di pace ad un mondo che per quanto si mostri civilizzato è ancora selvaggio, pieno di crimine e pieno di ingiustizie sociali e politiche. È doppiato da Sean Haberle.

### Susan Grimshaw
Susan Grimshaw (1-6) è la massaia della banda e una dei membri più longevi, infatti può essere considerata come una delle fondatrici poiché conosce Arthur da quando era ragazzo (membro della banda da venti anni). È una donna che si preoccupa molto per il benessere dei compagni e del campo e cerca sempre di tenere in ordine l'accampamento assegnando ad ognuno dei compiti. Critica spesso le donne dicendo che dovrebbero preoccuparsi di più a svolgere lavori utili invece che passare il tempo a leggere o scrivere. Può essere considerata come la mamma della banda perché si prodiga per tutti. In passato è stata amante di Dutch, ma la loro relazione terminò perché quest'ultimo si mise con una donna di nome Annabelle. Nonostante non stiano più insieme è rimasta nella banda diventando un'amica confidenziale per Dutch. Quando nella missione "Red Dead Redemption" Arthur denuncerà il doppio gioco di Micah, lei si schiererà dalla parte di Arthur e John, ma pagherà cara questa sua scelta venendo uccisa da Micah. È doppiata da Kaili Vernoff.

### Molly O'Shea
Molly O'Shea (1-5) è l'amante di Dutch. Donna irlandese amante dell'avventura, si è unita alla banda di Dutch solo per questo motivo. È una donna molto affascinante che si veste sempre con abiti molto eleganti tenendosi sempre ben curata e truccata. Di fatto non svolge nessun lavoro al campo, ma critica gli altri affermando che bighellonano, cosa che ha creato attrito tra lei e i componenti femminili della banda ritenendola solo una donna snob. Essendo la compagna di Dutch si crede leader come lui. Ama molto Dutch, ma col progredire della trama si noterà un calo delle attenzioni riservatole dal compagno, che comincerà a guardare altre donne, colpa anche dello stress per la vita da fuorilegge che lo sta lentamente portando alla pazzia. Alla fine del quinto capitolo rivelerà di aver venduto la banda ai Pinkerton nella rapina alla banca di Saint Denis. In realtà era ubriaca e non aveva fatto nulla del genere, Milton infatti confesserà ad Arthur che nonostante le torture, Molly non ha mai rivelato nulla ai federali; per punire il suo tradimento, Dutch vorrebbe ucciderla, ma esita perché Arthur cerca di convincerlo che è pazza; tuttavia sarà Susan ad uccidere Molly, sparandole nello stomaco con un fucile. È doppiata da Penny O'Brien.

### Simon Pearson
Simon Pearson (1-7) è il cuoco e macellaio della banda. Uomo con il vizio dell'alcool, prepara giornalmente stufati e zuppe per i compagni. Ha servito per un periodo nella Marina, sempre come cuoco, esperienza che lo ha segnato dentro e che non perde occasione di rinvangare, suscitando esasperazione ai membri della banda, in particolare Arthur: non di rado egli ricorda con nostalgia quel periodo e in cuor suo gli dispiace essere diventato un fuorilegge, infatti quando la banda si scioglie cercherà di iniziare una nuova vita, ma onesta. Nonostante non sia proprio contento di far parte della banda, da il meglio di sé per preparare il cibo ai suoi compagni ringraziando tutti quelli che gli portano animali. È uno dei membri più pacifici della banda, infatti non partecipa mai alle rapine e furti. Nel sesto capitolo lascia la banda insieme a Karen, Tilly, Mary-Beth, Zio e al Reverendo Swanson perché la banda comincia a cadere a pezzi e la sanità mentale di Dutch non è più stabile.  Dopo l'epilogo si potrà rincontrarlo all'emporio di Rhodes, di cui è divenuto il proprietario, e si potrà apprendere che si è sposato due volte. È doppiato da Jim Santangeli.

## Antagonisti

### Micah Bell
Micah Bell (1-7) è un sicario e pistolero della banda di Van der Linde, nonché l'antagonista principale del gioco. Sia il padre che il nonno di Micah erano dei criminali, con il primo ricercato per omicidio in ben cinque contee. Micah si unì alla banda di Van der Linde circa cinque mesi prima degli eventi del gioco, quando salvò Dutch da un affare andato male. Micah convinse Dutch ad effettuare una rapina ad un battello a Blackwater, la quali fallì ed obbligò la banda a rifugiarsi fra le montagne. Micah prende parte alla rapina alla banca di Saint Denis, naufragando anch'egli a Guarma insieme ad Arthur, Dutch, Bill e Javier. Dopo il suo ritorno, Micah inizia ad avere una forte influenza su Dutch, convincendolo ad uccidere Cornwall ed in seguito a far saltare il Ponte Bacchus per distrarre il governo. Successivamente, convince Dutch ad ignorare le richieste di Arthur di andare a salvare Abigail dopo che è stata rapita dai Pinkerton. Arthur riesce a salvarla e ritorna all'accampamento, rivelando di avere scoperto dall'Agente Milton che Micah ha tradito la banda; nonostante ciò, Dutch si schiera con Micah ed affronta Arthur. Quando i Pinkerton invadono l'accampamento, il gruppo si separa. Micah sorprende Arthur e Dutch interrompe il loro scontro, venendo convinto da Arthur ad abbandonare Micah. Se l'Onore del giocatore è basso, Micah ucciderà Arthur. Otto anni dopo, nel 1907, Micah ha formato una propria banda. John, Sadie e Charles riescono a trovarlo e, durante uno stallo alla Messicana, sarà proprio Dutch a sparare a Micah, permettendo a John di finirlo. Doppiato da Peter Blomquist.
Come provino, Blomquist dovette recitare un monologo non collegato agli eventi del gioco, ma che rifletteva la natura violenta di Micah. Circa cinque mesi dopo, venne confermato per il ruolo. Non era al corrente del fatto che Micah sarebbe stato uno degli antagonisti principali del gioco e lo scoprì solo dopo molto tempo. Durante un'intervista, affermò di essere stato lui a dare a Rockstar Games l'idea di sviluppare il personaggio di Micah da una bozza, invece che crearlo traendo ispirazioni da altri personaggi già esistenti. Inoltre, disse anche che la sua forte amicizia con Roger Clark e Benjamin Byron Davis (doppiatori rispettivamente di Arthur e Dutch) fu cruciale per lo sviluppo del modo di relazionarsi di Micah con gli altri personaggi. Blomquist descrisse il proprio personaggio come un "viscido opportunista" e considerò la sua natura malvagia come un qualcosa di "liberatorio". Egli stesso affermò di non aspettarsi l'odio dei videogiocatori nei confronti del personaggio, il che sfociò in numerosi insulti sulle sue pagine di social network. La ripresa del combattimento finale tra Arthur e Micah fu una delle ultime scene registrate/girate tramite motion capture da Rockstar, il che, a detta di Blomquist, fu fondamentale e rese la scena molto più emotiva.

### Andrew Milton
Andrew Milton (1-6) è l'antagonista terziario del gioco. Membro dell'agenzia investigativa Pinkerton, Milton è stato assoldato da Leviticus Cornwall per uccidere Dutch Van Der Linde dopo la rapina al suo treno. Durante il corso della storia, Milton dimostra di essere un sostenitore dell'inevitabile e auspicabile progresso della civiltà; la sua filosofia è riassunta perfettamente da una delle prime frasi che dice ad Arthur ("A me piace la società, con i suoi difetti e tutto il resto"). Disprezza Dutch, ritenendolo un parassita che depreda i civili e i più deboli dei loro beni. È inoltre determinato a vedere Dutch soffrire per i suoi crimini, tanto da offrire clemenza ai membri della banda che glielo consegneranno. Nonostante faccia parte di un'organizzazione sostenuta dal governo, Milton è feroce tanto quanto le bande che caccia; questo particolare verrà provato più volte (come quando uccide Hosea platealmente nonostante si fosse arreso, o quando dà l'ordine di spazzare via un edificio di innocenti solo perché Dutch era al suo interno). Ad ogni modo, Milton morirà nella missione "Red Dead Redemption", ucciso da Abigail che gli spara in testa. È doppiato da John Hickok.

### Colm O'Driscoll
Colm O'Driscoll (1,3,6)
Antagonista ricorrente nel corso del gioco, è un vecchio amico di Dutch, ma l'amicizia tra i due terminò quando Van Der Linde uccise suo fratello, portandolo ad uccidere Annabelle, l'amante di Dutch. Da quel momento, le due gang sono coinvolte in una faida. Negli anni, Colm ha iniziato ad espandere la sua banda, trasformandola in una delle più grandi organizzazioni criminali del Vecchio West.
Colm dimostra di essere un uomo molto cinico, a cui non importa nulla della propria banda (gli importa solo fare numero); dimostra di essere però molto intelligente.
Compare per la prima volta nel capitolo di Colter, nel quale si scopre che stava preparando una rapina ad un treno di Leviticus Cornwall, che gli verrà però rubata da Dutch.
Ricompare nel terzo capitolo, nel quale sembra avere intenzione di porre fine all'inimicizia con Dutch incontrandolo di persona. Questo incontro aveva tuttavia il solo scopo di catturare Arthur Morgan; Colm parlerà poi con Arthur, rivelandogli il suo piano: ha fatto un patto con l'Agenzia Investigativa Pinkerton per consegnare Dutch. Catturare Arthur quindi avrebbe portato Van Der Linde ad attaccare il nascondiglio, dove però sarebbe stata presente la legge, pronta ad arrestarlo. Il suo piano andrà a monte quando Arthur riuscirà a liberarsi e a fuggire.
Nel sesto capitolo del gioco, si scopre che Colm è stato catturato e condannato a morte; tuttavia la sua gang è pronta a liberarlo ed ha preparato un piano di fuga. Arthur, Dutch e Sadie, ansiosi di vedere Colm morto, saboteranno il piano, uccidendo i membri della banda con il compito di liberare Colm.
Dopo essersi reso conto che il suo piano di fuga è fallito, Colm andrà nel panico per poi, finalmente, morire impiccato. (Il nome si pronuncia in realtà Colom)

### Leviticus Cornwall
Leviticus Cornwall (2,6)
Uomo ricco, arrogante e vendicativo, il quale possiede la maggior parte di ciò che la gang di Dutch deruba; è inoltre colui che ha assoldato l'Agenzia Investigativa Pinkerton per dare la caccia alla banda Van Der Linde.
Viene menzionato inizialmente da Hosea poco prima del colpo al suo treno, che lo definisce un importante magnate del petrolio. Cornwall compare di persona nel secondo capitolo del gioco, nel quale riesce a rintracciare Dutch a Valentine, ordinando ai suoi uomini di ucciderlo, fallendo.
Il magnate del petrolio, darà poi ordine all'esercito americano di cacciare gli indiani Wapiti dalle riserve, ricche di giacimenti di petrolio.
Dutch deciderà infine di affrontare Cornwall direttamente aspettandolo al porto di Annesburg, portando con sé Arthur e Micah; l'intento di Dutch inizialmente sarà quello di parlare con l'uomo, ma dopo aver visto la sua insofferenza nei confronti di un lavoratore che si stava lamentando delle disumani condizioni di lavoro imposte da Cornwall, ordinerà al magnate di consegnarli 10.000 dollari e una barca per poter fuggire.
Dopo l'ovvio rifiuto di Leviticus, Dutch gli dirà "Bene...preferisco così!" per poi sparargli nello stomaco, uccidendolo e facendolo cadere in acqua. È doppiato da John Rue.

### Catherine Braithwaite
Catherine Braithwaite (3) è l'antagonista principale del terzo capitolo del gioco.
È la matriarca nonché membro più anziano della facoltosa famiglia dei Braithwaite, rivale della famiglia dei Gray. Appare per la prima volta quando Hosea e Arthur vanno a riconsegnarle (o meglio rivenderle) lo stesso liquore (Moonshine) che precedentemente le avevano rubato per conto dei Gray; la donna invece di arrabbiarsi, li assolda per consegnare gratuitamente il Moonshine agli abitanti di Rhodes (per ripicca nei confronti dei Gray, che possiedono il saloon). In seguito assolderà nuovamente Arthur e Sean per bruciare i campi di tabacco dei Gray con il Moonshine rimasto. Tuttavia tradirà la banda rapendo il figlio di John Marston, il piccolo Jack e consegnandolo al signore del crimine di Saint Denis: Angelo Bronte. La gang quindi assalterà la sua villa, dandola alle fiamme e uccidendo tutti i suoi figli; la donna, dopo aver confessato e ormai in preda alla follia, si suicida gettandosi tra le fiamme della villa. Tornando più tardi alla villa dei Braithwaite, è possibile trovare il suo cadavere carbonizzato e appropriarsi della sua preziosissima collana. È doppiato da Ellen Harvey.

### Leigh Gray
Lo sceriffo Leigh Gray (3) è l'antagonista secondario del terzo capitolo del gioco. Membro della facoltosa famiglia Gray, rivale dei Braithwaite, Leigh è il fratello di Tavish Gray, figlio di Murdo Gray, zio di Beau Gray e sceriffo della cittadina di Rhodes.
Appare per la prima volta quando Dutch, Hosea e Arthur lo vedono guidare un carro di prigionieri tra i quali è presente Josiah Trelawny. Dopo aver catturato alcuni evasi, Dutch persuade Leigh a lasciare andare Trelawny. Più tardi, Dutch riesce a far ubriacare lo sceriffo, convincendolo a far diventare lui, Arthur e Bill Williamson dei vicesceriffi. Gray li assolderà poi per eliminare alcuni distillatori di Moonshine agli ordini dei Braithwaite che stavano causando dei guai in città. Dopo aver visto i propri campi di tabacco bruciare, Leigh capisce il doppiogioco della gang e, con la scusa di un lavoro, tende un'imboscata ad Arthur, Bill, Micah e Sean. Nonostante tutti i suoi uomini muoiano durante l'agguato, lo sceriffo riesce a sparare a Sean in testa, uccidendolo. Poco dopo, Leigh viene ucciso da Arthur o da Micah, a seconda della scelta del giocatore. È doppiato da Tim Mcgeveer.

### Angelo Bronte
Angelo Bronte (4) è l'antagonista principale del quarto capitolo del gioco.
È un facoltoso uomo d'affari italiano (probabilmente siciliano) nonché boss criminale della città di Saint Denis. Sembra avere molti "collegamenti" con persone importanti di tutto il mondo (alla sua festa è presente persino Alberto Fussar, proveniente da Guarma), che utilizza per arricchirsi. La sua attività criminale consiste principalmente in frode bancaria e corruzione di pubblici ufficiali.
La gang è costretta ad andare da Bronte quando Catherine Braithwaite gli consegna Jack Marston; grazie alla sua abilità di parlare, Dutch convince Angelo a fidarsi di lui, ottenendo anche dei biglietti d'ingresso alla festa del sindaco di Saint Denis (memorabile la frase "Ognuno ha i suoi talenti, Arthur. Io sono entrato con una pistola e sono uscito con l'invito ad una festa!").
Tuttavia più tardi si scoprirà il doppiogioco di Bronte: Questi fa segretamente affari con l'Agenzia Investigativa Pinkerton per incastrare e far catturare la banda. Dutch quindi assalterà la villa di Angelo, catturandolo con lo scopo di utilizzarlo come ricatto per guadagnare molti soldi. Tuttavia, l'ennesimo insulto di Bronte farà perdere la pazienza (e forse anche la ragione) a Dutch che, dopo averlo affogato, lo darà in pasto ad un alligatore, lasciando di sasso gli altri membri della banda. È doppiato da Jim Pirri.

### Alberto Fussar
Alberto Fussar (4-5) antagonista principale del quinto capitolo del gioco, è il tiranno e governatore dell'isola di Guarma, un uomo cinico e spietato che ha sfruttato il suo potere (ottenuto in modi sconosciuti) per farsi amica la persona più importante di Saint Denis, ovvero Angelo Bronte, tanto da poter persino essere presente alla festa del sindaco della città. Dopo il naufragio della gang sull'isola di Guarma, Fussar avverte l'esercito americano e dispone delle batterie di cannoni intorno all'isola per impedire al gruppo di fuggire (il suo scopo è quello di uccidere i fuorilegge e intascare l'enorme taglia presente sulla loro testa). Il suo piano verrà mandato a monte da Arthur, che prima ucciderà il suo braccio destro, il capitano Levi Simon e successivamente prenderà possesso dell'artiglieria. Fussar quindi si rifugerà in cima ad una torre, inutilmente, in quanto Arthur utilizzando un cannone sparerà alla torre, facendola crollare e uccidendo Fussar. È doppiato da Alfredo Narciso.

### Levi Simon
Levi Simon (5) è l'antagonista secondario del quinto capitolo del gioco. Compare per la prima volta nella missione "Benvenuti nel nuovo mondo", quindi nella prima missione del capitolo 5 sull'isola di Guarma dopo il naufragio dei membri più importanti della banda. Come citato da lui stesso è il braccio destro, nonché capo e supervisore di Alberto Fussar. Poco dopo che Arthur ritrova i suoi compagni d'avventura arriva lui insieme ai soldati ordinando loro di arrestarli. Dopo che i prigionieri scappano è possibile vederlo nella missione in cui Dutch e Arthur liberano Javier che era stato precedentemente arrestato nel tentativo di fuga. Morirà nella missione "Addio, paradiso infernale" ucciso dal capitano che porterà la banda a casa. È doppiato da Jeffrey Gurner.

### Henry Favours
Henry Favours (6) è un colonnello dell'esercito americano e comandante di Fort Wallace vicino a riserva indiana della tribù dei Wapiti ed è l'antagonista principale del sesto capitolo. Favours ha combattuto nella guerra civile e gli vengono dati dei soprannomi non molti belli facendo intendere che la sua carriera militare non è stata un gran successo e che molte volte sia scappato dal campo di battaglia. I soprannomi che riceve spesso sono "Coda fra le gambe Favours" e "L'uomo che ha perso una battaglia". Dopo la guerra civile diventa il comandante di Fort Wallace per sovrintendere la riserva. Ad un certo punto riceve una proposta da Leviticus Cornwall il quale gli chiede di cacciare gli indiani dalla riserva perché la zona è ricca di petrolio. Favours accetta e comincia a utilizzare qualunque mezzo pur di cacciarli, come ad esempio non inviare cure mediche alla tribù. Uomo subdolo, orgoglioso che pensa solo ai soldi e non si fa scrupoli a ingannare o anche ad uccidere gli indiani pur di cacciarli. I suoi fallimenti militari lo hanno spinto ad accettare la proposta di Cornwall anche per motivi personali, così avrebbe spinto gli indiani a combattere e così Favours avrebbe vinto una battaglia prima di andare in pensione. Partecipa alla battaglia contro gli indiani Wapiti, supportati dalla banda di Dutch. Durante lo scontro Favours spara ad Aquila che Vola per poi essere ucciso da Arthur. È doppiato da Malachy Cleary

### Cleet
Cleet (6-7) è un amico di Micah Bell, farà parte della banda verso la fine del sesto capitolo per guadagnare qualche soldo con il colpo finale al treno. Non si conosce molto su di lui, tuttavia Arthur sapendo che è un amico di Micah capisce che è un individuo pericoloso. Maschilista come molti altri uomini dell'epoca, infatti quando vede Sadie impugnare un fucile e partecipare al colpo commenta l'azione dicendo che non ha mai visto una donna fuorilegge. Si unirà allo stallo (alla messicana in quanto è tra più individui) nell'accampamento e si schiererà con Dutch, Bill, Javier, Micah e Joe. Nel 1907 si scopre che ha fatto parte della banda di Micah, ma che ha lasciato perché si è reso conto anche lui di quanto sia pericoloso il suo vecchio capo. Viene trovato da John, Sadie e Charles e interrogato su dove si trova Micah e dopo aver rivelato le informazioni utili ed essersi pentito sulle sue azioni verrà ucciso da John (se lo sceglie il giocatore) o da Sadie se non lo uccide il player; in ogni caso morirà. È doppiato da PJ Sosko.

### Joe
Joe (6-7) è un amico di Micah Bell, farà parte della banda verso la fine del sesto capitolo per guadagnare qualche soldo con il colpo finale al treno. Non si conosce molto su di lui, tuttavia Arthur sapendo che è un amico di Micah capisce che è un individuo pericoloso. Uomo selvaggio difficile da farselo amico. Possiede diversi tatuaggi sul corpo. Possiede un carattere simile a quello di Micah. Si unirà allo stallo (alla messicana in quanto è tra più individui) nell'accampamento e si schiererà con Dutch, Bill, Javier, Micah e Cleet. Nel 1907 si scopre che si è unito alla banda di Dutch e viene ucciso da John mentre questi scala il Monte Hangen per cercare Micah. Appare anche in Red Dead Online nelle attività "incontri". È doppiato da Ian Bedford.

### Edgar Ross
Edgar Ross (2-7) è un membro dei Pinkerton National Detective Agency e successivamente capo del Bureau of Investigation, apparso per la prima volta in Red Dead Redemption come antagonista principale. Fin da giovane ha sempre combattuto per il suo paese cacciando i criminali e usando qualunque mezzo pur di raggiungere i suoi obiettivi. Pur di raggiungere la gloria e salire di grado, è disposto anche ad andare contro le leggi etiche del Bureau. Dopo che Andrew Milton viene ucciso, Edgar diviene il nuovo capo del Pinkerton National Detective Agency. Nella scena durante i titoli di coda, lo si vede insieme al suo vice Archer Fordham mentre investiga sui membri della Banda di Dutch e, seguendo le piste, giunge al ranch di John; tale azione darà inizio alla trama del primo Red Dead Redemption. È doppiato da Jim Bentley.

## Personaggi secondari

### Mary Linton
Mary Linton (2-4-7) in passato iniziò una relazione amorosa con Arthur, infatti ella fu l'unica donna di cui Arthur s'innamorò seriamente. È una giovane donna molto attraente e di buona famiglia. È una persona molto gentile, buona che cerca sempre di vedere il meglio delle persone. Anche se poi con gli anni suo padre divenne freddo cominciando a insultare lei e suo fratello, ella vuole molto bene alla sua famiglia e cerca sempre di stare vicino al fratello. Mary amava molto Arthur indipendentemente dal tipo di vita che conduceva, infatti ella passava molto tempo insieme a lui e alla sua banda conoscendo tutti. Il padre di Mary non approvava questa relazione visto la vita da criminale di Arthur. Quest'ultimo nonostante appartenesse ad una banda era molto gentile e legò molto anche con il fratello minore di Mary diventando una sorte di figura paterna. I due dovettero lasciarsi, perché Mary si rese conto che Arthur non voleva lasciare la sua vita da fuorilegge, tuttavia il suo amore per Arthur non diminuì e lo pensava spesso. Dopo che si lasciò con Arthur si sposò con un uomo di nome Barry Linton che morì di polmonite. Quando la Banda di Dutch si accampa vicino a Valentine, Mary viene a sapere di tale cosa e invia una lettera ad Arthur per incontrarlo. Quest'ultimo accetta e Mary gli chiederà di aiutarla a trovare suo fratello minore. Tempo dopo ella invia una nuova lettera ad Arthur per incontrarsi nuovamente a Saint Denis per aiutarla a risolvere i problemi con suo padre. Arthur potrà decidere di non aiutarla, ma se l'aiuterà i due pedineranno il padre di Mary e dopo varie vicissitudini la ragazza deciderà di non voler più vedere suo padre. I due passeranno la giornata insieme a Mary chiederà ad Arthur nuovamente di fuggire, ma lui rifiuterà ancora dicendo che in poco tempo avrebbe avuto tanti soldi per far sì che loro due possano cominciare una nuova vita insieme.

### Penelope Braithwaite
Penelope Braithwaite (3) è il membro più giovane della famiglia Braithwaite. In un momento imprecisato della sua vita conobbe Beau Grey e i due s'innamorarono, ma a causa della disputa tra le loro famiglie, i due non possono frequentarsi e nemmeno incontrarsi. Conosce Arthur quando questi si reca da lei per consegnarle una lettera spedita dal suo amato. Penelope chiede la stessa cosa ad Arthur, ovvero di spedire una lettera a Beau. Tempo dopo Penelope decide di unirsi al movimento femminista che richiede la parità dei diritti e il diritto al voto. Arthur e Beau si recano sul posto e decidono di aiutare il gruppo femminista. Tempo dopo, Beau e Penelope decidono di fuggire insieme a Boston e rincontrano Arthur che chiedono a lui di aiutarli. Egli li salva dall'assalto dei cugini di Beau, dopodiché paga una carrozza affinché possa portare i due innamorati a Boston a vivere felici.

### Beau Grey
Beau Grey (3) è il membro più giovane della famiglia Grey. In un momento imprecisato della sua vita conobbe Penelope Braithwaite e i due s'innamorarono, ma a causa della disputa tra le loro famiglie, i due non possono frequentarsi e nemmeno incontrarsi. Quando conosce Arthur gli chiederà di consegnarle una lettera d'amore a Penelope. Dopo aver saputo che la sua amante si è unita alle femministe che protestano per il diritto di voto, chiede ad Arthur di accompagnarlo a fermarla perché non vuole che Penelope corra pericoli, tuttavia si unirà anche lui alla protesta. Tempo dopo, Beau e Penelope decidono di fuggire insieme a Boston e rincontrano Arthur che chiedono a lui di aiutarli. Egli li salva dall'assalto dei cugini di Beau, dopodiché paga una carrozza affinché possa portare i due innamorati a Boston a vivere felici.

### Thomas Downes
Thomas Downes (2) è un contadino che ha chiesto un prestito a Leopold Strauss diventando un suo debitore. Strauss vedendo che Thomas non paga il debito invia Arthur a riscuotere i soldi e il cowboy picchia Downes per riavere i soldi. Il contadino non avendo i soldi costringe Arthur ad andarsene, ma il cowboy sarebbe tornato. Tempo dopo Arthur ritorna a casa sua scoprendo dalla moglie e dal figlio che Thomas è morto di tubercolosi e alla fine la moglie dà i soldi ad Arthur. Tempo dopo Arthur scopre di essere malato di tubercolosi ed è stato proprio Thomas a contagiarlo durante la loro lite.

### Albert Mason
Albert Mason è un fotografo naturalista amatoriale. La sua passione è la fotografia e la natura e vorrebbe creare un album fotografico dove mostrerebbe la bellezza naturale. Incontra Arthur per la prima volta a New Hanover, dove gli chiede di aiutarlo a scattare delle foto. Albert e Arthur s'incontreranno molte volte e Arthur aiuterà sempre il fotografo a scattare nuove foto e a salvare da situazioni pericolose, visto che Albert tende a scattare foto ad animali feroci come lupi o coccodrilli. È doppiato da Matt Walton.

### Edmund Lowry Jr.
Edmund Lowry Jr. è un serial killer e bersaglio principale della missione secondaria "Sogni Americani".
È un uomo mentalmente instabile, sociopatico e sadico che prova piacere nell'uccidere le altre persone e nel fare a pezzi il loro corpo. Lascerà sparsi tre cadaveri fatti a pezzi per la mappa di gioco e nella testa di ognuno di essi, ha infilato un pezzo di carta. Messi insieme i tre pezzi, verrà composta la scritta "Can You Find Me?" (Che tradotto significa "Riesci a trovarmi?") insieme ad un'immagine. Arthur riuscirà a trovare il suo covo, venendo però tramortito dal killer che cercherà di farlo a pezzi. Dopo essersi liberato, Arthur consegnerà Edmund allo sceriffo di Valentine. In un'ultima disperata mossa, Edmund cercherà di fare a pezzi lo sceriffo saltandogli addosso con un coltello, venendo però ucciso da Arthur con un colpo di pistola alla testa.

### Bertram
Bertram è un uomo affetto da gigantismo, personaggio principale della missione secondaria "L'Odore Del Cerone".
Compare per la prima volta nel saloon di Van Horn, dove cerca di uccidere il barista che gli aveva chiesto di pagare la bottiglia di whisky che aveva comprato. Dopo essere stato picchiato da Arthur, Bertram e Miss Marjorie (la donna proprietaria della compagnia teatrale per cui lavora Bertram) chiederanno ad Arthur di andare a recuperare Magnifico, altro membro della compagnia teatrale. Dopo che Arthur lo avrà recuperato, andrà a vedere l'esibizione dei tre al teatro di Saint-Denis. È doppiato da Paul Guyet.

### Magnifico
Magnifico è un uomo affetto da nanismo, personaggio principale della missione secondaria "L'Odore Del Cerone".
Compare per la prima volta quando Bertram e Miss Marjorie chiedono ad Arthur di andare a recuperarlo nella foresta vicino a Van Horn. Dopo un lungo inseguimento, Magnifico deciderà di ritornare nella compagnia teatrale di Miss Marjorie (che aveva abbandonato poiché si riteneva "troppo intelligente").
Più tardi, Arthur andrà a vedere la loro esibizione al teatro di Saint-Denis. Magnifico è l'esatto opposto di Bertram; infatti, Bertram è grosso ma stupido, mentre Magnifico è basso ma intelligente. È anche esperto nell'uso dei fuochi d'artificio e dei fumogeni. È doppiato da Frank Simms.

### Hercule Fontaine
Hercule Fontaine (5) è un haitiano nonché leader della resistenza presente sull'isola di Guarma. Uomo di colore molto attento e devoto alla sua causa, è guerriero del popolo, un vero rivoluzionario. Parla francese, ma anche l'inglese. Quando Arthur, Dutch, Micah, Bill e Javier fanno naufragio sull'isola di Guarma vengono catturati dai soldati del dittatore locale Fussar, tuttavia Hercule li libera e stringe un patto con loro. Se loro li avessero aiutati a sconfiggere Fussar, Hercule gli avrebbe trovato una barca per tornare sul continente. La banda di Dutch accetta l'alleanza ed inizia una vera e propria guerra sull'isola di Guarma, ma alla fine Fussar viene ucciso ed Hercule rispetta gli accordi e trova una barca ai cowboy. È doppiato da Guyviaud Joseph.

### Seamus
Seamus è un contadino che lavora ad Emerald Ranch, ma di nascosto svolge anche la funzione di ricettatore. Hosea e Arthur si recano da lui per stringere rapporti commerciali e Seamus accetta a condizione che i due rubino una carrozza per lui. Dopo aver svolto l'incarico Seamus potrà sempre svolgere la sua funzione di ricettatore in qualunque momento. È doppiato da Brit Whittle.

### Charlotte Balfour
Charlotte Balfour (6-7) è una nobildonna che ha deciso di andare a vivere insieme a suo marito in una casa in mezzo alla natura. Ha sempre vissuto nelle comodità, ma non si trovava mai a suo agio e dopo aver incontrato suo marito Cal i due decidono di comprare una casa in mezzo alla natura per vivere lontano dalla società. Non sapendo come vivere i due fanno difficoltà e dopo essere stato attaccato da un orso il marito Cal muore. Arthur o John incontreranno la donna mentre piange sulla tomba del marito seppellito poco lontano dalla loro casa. La donna racconta la sua storia affermando che non mangia da giorni, così Arthur o John le insegnano a cacciare e le catturano un coniglio dandole una nuova speranza di vita. Tempo dopo, Arthur o John trovano la donna mentre si allena a sparare col fucile senza successo, così Arthur o John le insegnano a sparare. Se la donna incontrerà Arthur, Charlotte inviterà l'uomo a mangiare a casa sua, ma a causa della tubercolosi egli perderà i sensi e si sveglierà tempo dopo con una lettera da parte di Charlotte che lo ringrazia nuovamente regalandogli alcuni gioielli. Se i primi due incontri vengono effettuati da Arthur, egli andrà a trovarla una terza volta e Charlotte lo ringrazierà ancora. Se tutti i tre gli incontri vengono effettuati da Arthur, anni dopo John andrà a trovarla e la informerà della morte di Arthur dicendole che nel diario di quest'ultimo egli affermava che le voleva molto bene. Charlotte dice a John che aveva intuito che era morto perché era da molto tempo che non la trovava, dopo tale discorso Charlotte ringrazia John dicendole che sarà sempre il benvenuto a casa sua. I tre incontri con la donna possono essere effettuati anche solamente da John nell'Epilogo. Se Arthur o John completeranno solamente il primo incontro, la troveranno morta in casa sua. È doppiata da Emily Dorsch.

### Marko Dragic
Marko Dragic è un inventore serbo-croato che emigrò in America in cerca di fortuna e diventare famoso. Inventore bislacco e particolare palesemente ispirato a Nikola Tesla. Come affermato da lui stesso ha cercato per anni di dimostrare che può ricreare la vita e che la comunità scientifica lo ha definito pazzo. Lo si trova in un laghetto a Saint Denis dove inviterà il giocatore ad aiutarlo in una dimostrazione scientifica. Marko infatti ha inventato un apparecchio in grado di guidare una piccola barchetta attraverso le onde elettromagnetiche. Più tardi se si andrà al suo laboratorio lo si aiuterà a completare il suo esperimento definitivo dove attraverso i fulmini darà vita a un robot che farà quattro passi per poi cadere a terra. Un chiaro riferimento a Frankenstein. Se si ritorna al laboratorio si troverà il cadavere del professore e il robot sparito, ma quest'ultimo si troverà sulle catene montuose innevate pronunciando la parola "Papà". Se si esplora il suo laboratorio si scopre in una lettera che Marko aveva intenzione di creare un esercito di robot per conquistare il mondo.

### Aquila che Vola
Aquila che Vola (4-6) è il figlio del capo indiano Pioggia che Cade. Giovane ragazzo che tiene molto alle tradizioni del suo popolo, infatti per la sua giovane età detesta gli uomini bianchi e secondo lui bisogna utilizzare la forza per dimostrare il valore del suo popolo. Ama fermamente il suo popolo e farebbe di tutto pur di proteggerlo, anche dichiarare guerra contro l'esercito americano nonostante sappia che sono in minoranza. Crede che le azioni pacifiche di suo padre siano sbagliate e lo considera un codardo, tuttavia gli vuole molto bene. È il secondo figlio di Pioggia che Cade, un giorno sua madre e suo fratello maggiore vengono uccisi dall'esercito americano facendo diventare Aquila che Vola il futuro capo tribù. Aquila che Vola e suo padre si recano nella città di Saint Denis per impedire al governo di spostare l'intera tribù in Canada. Qui incontrano Arthur Morgan, al quale chiedono aiuto per recuperare dei documenti, in una raffineria di Leviticus Cornwall, che provano che egli vuole spostare la tribù Wapiti per estrarre il petrolio. Aquila che Vola e Arthur si recano nella raffineria e recuperano i documenti. Tempo dopo, i rapporti con i Wapiti e l'esercito americano sono sempre più tesi anche dalle azioni del Colonnello Favours e Aquila che Vola vuole dichiarare guerra. Si allea con Dutch che quest'ultimo fa credere al ragazzo indiano che le sue azioni siano nobili e comincia a fargli il lavaggio del cervello facendo compiere azioni illegali al ragazzo contro l'esercito. Viene catturato dall'esercito, ma viene liberato da Arthur e Charles, e dopo questa azione dichiara guerra. Guida il suo popolo contro l'esercito americano, col supporto dalla banda di Dutch. Salva Arthur da Favours venendo colpito al posto suo. Muore tra le braccia di suo padre. È doppiato da Jeremiah Bitsui.

### Pioggia che Cade
Pioggia che Cade (4-7)  è il capo indiano della tribù Wapiti, risedente nella riserva indiana. Uomo saggio e giusto, cerca sempre di tenere il suo popolo in pace, anche se sono perennemente in conflitto con l'esercito americano, che si trova nel forte vicino alla riserva. È il padre di Aquila che Vola, e cerca di insegnare al figlio che la pace è la migliore soluzione e che la guerra è sbagliata. Pur di non mandare il suo popolo in guerra è disposto a subire le umiliazioni perenni dei soldati. Lui e suo figlio verranno invitati alla festa del sindaco a Saint Denis e incontreranno Arthur Morgan in città mentre cercano di trovare un accordo per evitare che tutta la tribù si trasferisca a nord verso il Canada. Pioggia che Cade chiederà ad Arthur di rubare dei documenti importanti di Cornwall affinché li possano aiutare con le trattative. Arthur accetta e insieme al figlio Aquila che Vola riesce a recuperare i documenti. Tempo dopo viene raggiunto di nuovo da Arthur che quest'ultimo informa il capo indiano delle azioni avventato del figlio contro l'esercito americano. Arthur aiuterà Pioggia che Cade e il capitano Monroe ad aiutare la tribù che è invasa dalla malattia. Durante la battaglia contro l'esercito americana suo figlio Aquila che Vola muore e purtroppo la sua tribù è costretta a fuggire a nord. Nell'epilogo lo si potrà incontrare alla stazione di Annesburg dove John lo informa della morte di Arthur. Il capo indiano dispiaciuto comunica a John che Arthur era un brav'uomo e gli racconta della situazione della sua tribù. Inoltre gli rivela che si è recato di nuovo in America per andare a trovare la tomba di suo figlio, mostrando forse anche i segni di una forma di demenza senile. È doppiato da Graham Greene.

### Henri Lemieux
Henri Lemieux Un uomo francese, è il sindaco di Saint Denis. Uomo corrotto e privo di morale che pensa solo al suo interesse e a mantenere la sua carica. Si definisce il salvatore di Saint Denis affermando che con le sue azioni porterà la città fuori dal periodo buio. Essendo un politico corrotto molte volte utilizza sotterfugi e minacce per svolgere lavori che porterebbero vantaggio a lui. È in affari con molti criminali della città, tra cui Angelo Bronte, che si definisce il re di Saint Denis. Inoltre ha rapporti commerciali con Fussar e Cornwall. Chiederà ad Arthur o John di svolgere alcuni compiti illeciti che porteranno il suo segretario a dubitare di lui. Infatti Lemieux scoprirà che Jean Marc vorrà rivelare tutto alla stampa e chiederà ad Arthur o John di ucciderlo. Se si sceglie di ucciderlo Lemieux continuerà ad essere il sindaco corrotto di Saint Denis, se invece si decide di risparmiarlo egli riuscirà a destituire Lemieux e Jean Marc diventerà il nuovo sindaco di Saint Denis.

### Hamish Sinclair
Hamish Sinclair è un veterano della guerra civile americana. Durante il conflitto perse la gamba destra per poi sostituirla con una protesi. Incontrerà il giocatore che potrà essere Arthur o John e gli chiederà di recuperare il suo cavallo Buell. Dopo aver recuperato il suo cavallo egli inviterà il giocatore a pescare con lui. Tempo dopo il giocatore andrà nella sua casa sul lago e i due pescheranno insieme un luccio molto grosso, dopodiché i due andranno a caccia di un lupo che circola nella sua zona. Sempre tempo dopo, il giocatore andrà a trovare di nuovo Hamish e i due andranno a caccia di un grosso cinghiale, i due si divideranno e Hamish cadrà dal cavallo e verrà colpito dal cinghiale. Il giocatore lo troverà in fin di vita e prima di morire regalerà il suo cavallo Buell al giocatore. Se l'incontro con Hamish avviene con Arthur e non si completa la missione finale dove il veterano muore, lo si potrà andare a trovare con John e quest'ultimo informerà Hamish della morte di Arthur e il veterano racconterà le sue battute di caccia con l'amico. È doppiato da Brian O'Neill.

### Jean Marc Mercier
Jean Marc Mercier è il segretario del sindaco Henry Lemieux. Jean Marc è un uomo buono, onesto ed idealista a differenza di Lemieux che è corrotto, pragmatico e disonorevole. Ad un certo punto Lemieux invia una lettera ad Arthur dove gli chiede di svolgere dei compiti. Jean accompagna Arthur dal professor Shiftacre per minacciarlo così che non possa pubblicare un articolo su dei dipinti falsi. Lemieux contatta nuovamente Arthur, ma Jean Marc decide di non accompagnarlo considerando il lavoro troppo disonesto e sporco. Il segretario comincia a dubitare delle azioni di Lemieux e decide di licenziarsi e rivelare tutto alla stampa. Il sindaco scopre tale cosa e ordina ad Arthur di rapirlo e portarlo da lui. Lemieux dopo aver dimostrato ancora una volta la sua disonestà e quanto sia corrotto, ordina ad Arthur di uccidere Jean Marc. Se lo si uccide Lemieux rimarrà sindaco e Arthur avrà il dieci percento di sconto in tutti i negozi della città; se lo si risparmia, Jean Marc rivelerà alla stampa tutte le azioni illegali di Lemieux fino a destituirlo e Jean Marc diventerà il nuovo sindaco di Sain Denis.

### Tammy e Bray Aberdeen
Tammy e Bray Aberdeen sono due contadini e sono fratelli. Tammy è la sorella maggiore mentre Bray è il fratello minore. Tammy, nonostante possieda un aspetto sporco, è una donna affascinante ed è solita indossare abiti eleganti, inoltre le mancano dei denti. Bray invece è un uomo sovrappeso che pesa più di cento chili, tuttavia riesce a muoversi con facilità nonostante l'enorme mole e indossa una tuta di jeans sporca e pantaloni. Nonostante siano imparentati, i due hanno una relazione incestuosa tra loro come si capisce dai discorsi, inoltre i due hanno assassinato i loro genitori da piccoli. Nonostante abbiano ucciso i loro genitori a sangue freddo, molte volte li rimpiangono. Oltre ad avere una relazione incestuosa, sono anche dei rapinatori e assassini perché attirano i malcapitati: li drogano, li derubano e li uccidono per poi buttare i corpi in una fossa comune poco lontano a casa loro. Sembrano essere anche dei cannibali. perché in casa loro possiedono resti umani di altre vittime. Inviteranno Arthur o John a casa loro a mangiare qualcosa, durante il discorso Arthur o John capiranno che i due sono imparentati e hanno relazione, dopodiché la coppia drogherà Arthur o John e lo deruberanno per poi buttarlo nella fossa comune. Arthur o John si risveglia e può decidere di recuperare i soldi. Se si sceglie di tornare a casa dei due, la coppia aggredirà il protagonista, che li affronterà uccidendo entrambi, dopodiché potrà recuperare i soldi. I due compaiono anche in "Red Dead Online" facendo svolgere dei lavori al protagonista. Tammy è doppiata da Katie Paxton, Bray è doppiato da Ryan Woodle.

### Evelyn Miller
Evelyn Miller è uno scrittore che nella storia principale cerca di aiutare i nativi americani della riserva di Wapiti. Arthur lo incontrerà per la prima volta alla festa a casa del sindaco Lemieux, insieme agli stessi Lemieux e Pioggia che Cade, uno dei nativi americani. Il giorno dopo Miller, con Pioggia che Cade e Aquila che vola, chiederà ad Arthur, dietro compenso, di rubare dei documenti di Leviticus Cornwall per facilitare la vita dei nativi che vivono male a causa del petrolio estratto da quelle parti. Dopo la morte di Arthur, John lo rincontrerà nell'epilogo nel quale parlerà a John di come lui si reputi un debole e un codardo e di come si consideri un imbroglione perché sostiene di scrivere solo menzogne. Dopo alcuni incontri strambi, John gli farà visita nella sua capanna per lasciargli del cibo davanti alla porta di casa mentre lui era rintanato in casa a scrivere un nuovo libro. Nell'ultimo incontro, John ne rinviene il cadavere ormai putrefatto sulla scrivania e, come sancito dallo stesso Miller, John brucerà la casa per non lasciare che continui a marcire.

## Introdotti inRed Dead Online

### Protagonista diRed Dead Online
Il protagonista di Red Dead Online è un personaggio completamente creato dal giocatore e personalizzabile. Il protagonista può essere maschio o femmina e il giocatore può personalizzarlo a sua scelta. Come il protagonista di Grand Theft Auto Online il protagonista di Red Dead Online non parlerà in nessuna delle scene. Tuttavia a differenza del primo, il protagonista di Red Dead Online è doppiato in parte, tipo quando combatte, quando si fa male o quando cade da cavallo. Durante la personalizzazione del protagonista, il giocatore può scegliere un'età tra i 18 e i 60 anni, questo fa presuppore che il protagonista è nato tra il 1839 e il 1881.
Ad un certo punto della sua vita, il protagonista si trova a Blackwater e un uomo di nome LeClerk viene assassinato e la polizia incolpa il protagonista per poi arrestarlo. Viene inviato sull'isola penitenziaria di Sisika dove svolge lavori forzati prima di essere giustiziato. Una settimana prima della sua esecuzione, il protagonista insieme ad altri detenuti vengono portati fuori dal penitenziario per svolgere un lavoro fuori zona. Durante il viaggio il carro viene fermato da un uomo di nome Horley che libera tutti i detenuti e chiede al protagonista di seguirlo. Horley lo conduce dalla sua signora, Jessica LeClerk, la moglie del signor LeClerk. Ella rivela al protagonista che è stata lei a liberarlo perché entrambi hanno subito un'ingiustizia. La signora LeClerk vuole vendicare la morte di suo marito affermando che conosce i responsabili e assolda il protagonista affinché li uccida. Quest'ultimo accetta e gli viene assegnato il signor JB Cripps che seguirà sempre il protagonista e lo aiuterà a tenere ben in ordine il suo accampamento.

### Jessica LeClerk
Jessica LeClerk è uno dei personaggi principali di Red Dead Online venendo considerata come la co-protagonista. È una nobildonna che nonostante abbia un'età matura è ancora molto attraente. È una persona gentile e ha stretto un legame di amicizia anche con i suoi servitori, infatti il suo segretario Horley a volte la sgrida se per caso perde la calma. È la moglie di Philip LeClerk. Quando quest'ultimo viene assassinato ella divenne spietata e assetata di vendetta contro i responsabili dell'omicidio di suo marito. Ordina a Horley di liberare il protagonista e di condurlo da lei. Ella gli rivela la sua storia e assolda il protagonista affinché uccida i responsabili della morte di suo marito e gli affida JB Cribbs che seguirà il protagonista ovunque. È doppiata da Lisa Datz.

### Horley
Horley è il segretario di Jessica LeClerk. Uomo di una certa età, ma ancora molto abile. Fedele alla sua padrona e cerca in ogni modo di servirla nel miglior modo possibile. Per ordine della sua signora libera il protagonista e lo conduce dalla signora LeClerk che le rivela il suo piano e assolda il protagonista. Dopo che ella assolda il protagonista, Horley gli affida Cribbs e gli rivela le sue mansioni. È doppiato da Larry Bull.

### JB Cripps
JB Cripps è il socio e compagno del protagonista. Uomo anziano che assomiglia molto a Zio. Possiede una barba lunga e sembra che anche lui beva molto. Verrà affidato al protagonista e lo seguirà ovunque e si prodigherà nell'allestire l'accampamento e si occuperà anche di migliorarlo in base agli ordini del protagonista. È possibile cambiargli anche gli abiti. È doppiato da Larry Kenney.

### Allison O'Dowd
Allison O'Dowd è un personaggio presente in una delle missioni principali. Il protagonista insieme ad altri tre giocatori verranno assunti dallo sceriffo di per salvare la moglie di Terrence O'Dowd. I giocatori si recano sul luogo pattuito, dove trovano Allison e il suo amante Cliff. I due vogliono fuggire insieme per vivere la loro vita e si potrà decidere se acconsentire alla loro richiesta o rifiutare. Da come si capisce dalle sue parole ella preferirebbe morire piuttosto che tornare da suo marito. Se i giocatori decidono di aiutarli, li scorteranno alla stazione ferroviaria più vicina proteggendoli dai banditi; se si decide di rifiutare la loro offerta, i giocatori uccideranno Cliff e porteranno Allison da suo marito. È doppiata da Brenda O'Sullivan.

### Cliff
Cliff è un personaggio presente in una delle missioni principali. Il protagonista insieme ad altri tre giocatori verranno assunti dallo sceriffo di per salvare la moglie di Terrence O'Dowd. I giocatori si recano sul luogo pattuito dove trovano Allison e il suo amante Cliff. I due vogliono fuggire insieme per vivere la loro vita e si potrà decidere se acconsentire alla loro richiesta o rifiutare. Se i giocatori decidono di aiutarli, li scorteranno alla stazione ferroviaria più vicina proteggendoli dai banditi; se si decide di rifiutare la loro offerta, i giocatori uccideranno Cliff e porteranno Allison da suo marito. È doppiato da Nicholas Calhoun.

### Tom Davies
Tom Davies è un maresciallo degli Stati Uniti. È un uomo coraggioso e spesso utilizza dei metodi poco ortodossi per catturare i suoi obiettivi. Viene incaricato di catturare il fuggitivo Alfredo Montez e questo lo porterà a collaborare con il protagonista assoldando anche altri giocatori per le sue missioni che spesso finiscono in sparatorie. È doppiato da Mike Keller.